# Jinshanibacter
Genre
Jinshanibacter est un genre de bacilles Gram négatifs de la famille des Budviciaceae. Son nom fait référence au district de Jinshan, subdivision administrative de la ville de Shanghai en Chine, où l'espèce type a été isolée pour la première fois.

## Liste d'espèces
Selon la LPSN (29 octobre 2022) :
- Jinshanibacter allomyrinae Lee et al. 2021
- Jinshanibacter zhutongyuii Ge et al. 2021 – espèce type

L'espèce J. xujianqingii a été reclassée en Insectihabitans xujianqingii.